# Samuel Rosenthal
Samuel Rosenthal (ur. 7 września 1837 w Suwałkach, zm. 12 września 1902 w Neuilly-sur-Seine) – polski szachista i dziennikarz, od 1864 r. obywatel Francji.

## Życiorys
Po powstaniu styczniowym wyemigrował z kraju i osiadł w Paryżu. W 1864 rozegrał mecz z Ignacym von Kolischem, który przegrał 3½ – 4½. W latach 1865–1867 trzykrotnie zwyciężył w mistrzostwach Café de la Régence i zyskał miano najsilniejszego francuskiego szachisty ówczesnego okresu. W 1867 zajął IX miejsce w turnieju w Paryżu, a w 1870 podzielił VIII-IX miejsce w Baden-Baden. Z powodu wybuchu wojny francusko-pruskiej w roku 1870 wyjechał do Londynu i rozegrał mecz z brytyjskim mistrzem Johnem Wiskerem, w którym zwyciężył 5 – 4. W 1873 zajął IV miejsce (za Wilhelmem Steinitzem, Josephem Blackburnem i Adolfem Anderssenem) w Wiedniu. W 1880 zwyciężył w Paryżu oraz rozegrał w Londynie mecz z Johannesem Zukertortem, wysoko przegrywając 6½ – 12½. Trzy lata później zajął VIII miejsce w Londynie, a w 1887 podzielił V-VII we Frankfurcie (turniej B).
W latach 1885–1902 prowadził szachową kolumnę w Le Monde Illustré. Pisał również dla La Stratégie i innych francuskich gazet.
Według retrospektywnego systemu Chessmetrics, najwyżej sklasyfikowany był we wrześniu 1873 r., zajmował wówczas 4. miejsce na świecie (za Wilhelmem Steinitzem, Josephem Blackburne'em oraz Adolfem Anderssenem).